# Kanton Hesdin
Hesdin (Nederlands: Heusdin of Heusden) is een voormalig kanton van het Franse departement Pas-de-Calais. Het kanton maakte deel uit van het arrondissement Montreuil. In maart 2015 werd het kanton opgeheven en ging het op in het kanton Auxi-le-Château.

## Gemeenten
Het kanton Hesdin omvatte de volgende gemeenten:
- Aubin-Saint-Vaast
- Bouin-Plumoison
- Brévillers
- Capelle-lès-Hesdin
- Caumont
- Cavron-Saint-Martin
- Chériennes
- Contes
- Guigny
- Guisy
- Hesdin (Heusdin) (hoofdplaats)
- Huby-Saint-Leu
- Labroye (De Bomen)
- La Loge
- Marconne
- Marconnelle
- Mouriez
- Raye-sur-Authie
- Regnauville
- Sainte-Austreberthe
- Tortefontaine
- Wambercourt